# Adrien Vandelle
Adrien Louis Albert Vandelle, né le 29 août 1902 aux Rousses (France) et mort le 16 octobre 1976 dans cette même ville, est un fondeur, patrouilleur militaire et spécialiste du combiné nordique français. Il est parfois mentionné sous le nom d'André Vandelle.

## Résultats

### jeux olympiques d'hiver
- Jeux olympiques d'hiver de 1924 à Chamonix
  -  Médaille de bronze en patrouille militaire.
  - Vingtième en combiné nordique.
  - Vingt-neuvième en ski de fond.

### Championnats du monde de ski nordique
| Épreuve / Édition   | Cortina d’Ampezzo 1927 |
| Ski de fond - 18 km | 50e                    |
| Combiné nordique    | 27e                    |